# Исповест једне тинејџерке
Исповест једне тинејџерке (енгл. Confessions of a Teenage Drama Queen) америчка је филмска комедија из 2004. године, у режији Саре Шугарман, по сценарију Гејл Парент. Темељи се на истоименом роману Дајан Шелдон из 1999. године. Линдси Лохан тумачи амбициозну глумицу, која се с породицом сели из Њујорка у Њу Џерзи. Представља филмски деби глумице Меган Фокс.
Приказан је 17. фебруара 2004. године. Добио је углавном негативне рецензије критичара и остварио умерен комерцијални успех, нашавши се на другом месту по заради, иза филма 50 првих састанака. Од 20. јула 2004. године објављен је преко VHS и DVD издања.

## Радња
Кад се размажена Лола (Линдси Лохан), пресели са породицом из центра светских дешавања Њујорка у центар културне дивљине Њу Џерзија, живот губи сваки смисао. Али то је ипак неће зауставити на путу остварења њене животне амбиције: да постане звезда. Лолина авантура испуњена забавом неће бити гламурозна нити једноставна али ће показати како стваран живот може да певазиђе њене најбесмисленије снове.

## Улоге
| Глумац           | Улога            |
| ---------------- | ---------------- |
| Линдси Лохан     | Лола Степ        |
| Меган Фокс       | Карла Сантини    |
| Алисон Пил       | Ела Џерард       |
| Адам Гарсија     | Стју Вулф        |
| Ели Маријентал   | Сем              |
| Том Макамус      | Калум Степ       |
| Глен Хедли       | Карен Степ       |
| Керол Кејн       | госпођица Баголи |
| Шејла Макарти    | госпођа Џерард   |
| Алисон Сили Смит | пуковница Роуз   |
| Ешли Легат       | Марша            |
| Барбара Мамаболо | Робин            |
| Меги Оскам       | Пејџ Степ        |
| Рејчел Оскам     | Пола Степ        |